# Chien d'arrêt
Pour les articles homonymes, voir Chien d'arrêt (homonymie).
 (janvier 2016).
Si vous disposez d'ouvrages ou d'articles de référence ou si vous connaissez des sites web de qualité traitant du thème abordé ici, merci de compléter l'article en donnant les références utiles à sa vérifiabilité et en les liant à la section « Notes et références ».
Un chien d’arrêt est un chien de chasse dont le travail consiste à trouver le gibier, principalement des oiseaux, et à l'arrêter.

## Quête
La recherche du gibier ou quête comme on dit dans le jargon consiste en une série de lacets pratiqués par le chien de chaque côté du chasseur lorsque celui-ci marche face au vent.  Les lacets se font selon l’allure inhérente à la race du chien. La plupart des races quêtent au galop, d’autres en galopant et en trottant et enfin d’autres seulement en trottant.  Les chiens quêtent le vent de face pour bien sentir la moindre émanation venant directement du corps d’un gibier bien caché au sol.  L’odeur du gibier se trouve transportée par le vent et forme un cône d’odeur dont la pointe se trouve sur le gibier.  Plus l’odeur s’éloigne du gibier, plus le cône d’odeur est large.  Le chien en quêtant perçoit l’odeur et est capable d’avoir une idée d’où se trouve le gibier selon la largeur du cône et l’intensité de l’odeur.

## Remontée d’émanation
Dès qu’un chien détecte une émanation, il abandonne subitement sa quête pour passer à la remontée d’émanation.  Le chien fait alors de rapides zigzags aux limites du cône d’odeur.  Le chien se rapproche suffisamment du gibier mais assez loin pour qu’il ne parte pas.  À ce moment, le chien tombe à l’arrêt, c’est-à-dire qu’il se fige jusqu'à la fuite du gibier.  C’est plus que la simple détection du gibier.

## Arrêt

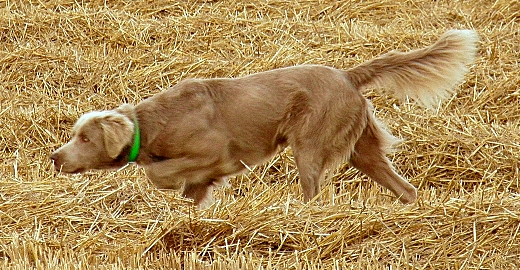
Braque de Weimar Poil Long marquant l’arrêt

À la vue du chien à l’arrêt, le chasseur va rejoindre son chien. Celui-ci doit garder le contrôle sur l’oiseau tant que le chasseur n’est pas arrivé. Quand ce dernier arrive à côté du chien, il demande à celui-ci de « couler »  vers l’oiseau (s'en approcher lentement) jusqu’au départ de ce dernier. Dès que l’oiseau décolle, le chien doit rester sage aux côtés du chasseur pour lui laisser toute liberté de tirer le gibier en toute sécurité. Quand l’oiseau est abattu, le chasseur commande au chien d’aller rapporter le gibier.

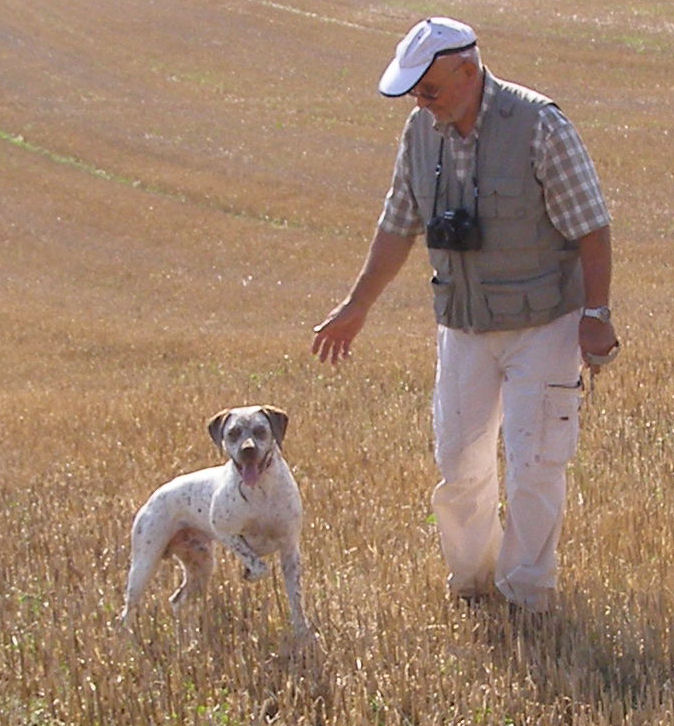
Braque du Bourbonnais à l’arrêt, recevant l'ordre de couler

## Qualités naturelles
Les chiens d’arrêt possèdent plusieurs qualités naturelles qu’ils héritent de leurs ancêtres.  Leur instinct d’arrêt vient de celui qu’ont les prédateurs comme le loup de marquer un moment d’arrêt juste avant de bondir sur leur proie. Par la sélection, les éleveurs ont réussi à exacerber cet instinct pour avoir les chiens de la qualité que nous avons aujourd’hui. Cet instinct proprement dit ne s’enseigne pas au chien. On peut apprendre à s’immobiliser devant une odeur, mais il est impossible de lui apprendre à arrêter un oiseau comme le font si bien les vrais chiens d’arrêt. Certaines races comme l’Épagneul breton sont très précoces et peuvent démontrer des signes de leur instinct d’arrêt dès l'âge de deux mois. D’autres races peuvent être plus tardives et démontrer les premiers signes d’arrêt vers l’âge d’un ou deux ans.  
Chaque race possède des qualités qui lui sont propres comme leur allure à la quête, leur façon de prendre et travailler l’émanation et même de prendre l’arrêt.  Ces différences font la fierté de chacun des amateurs de chacune des races.  C’est même un sujet de discussion parfois enflammée entre des amateurs de races différentes.

## Dressage
Le dressage des chiens d’arrêt  est indispensable malgré toutes les aptitudes naturelles que peut posséder un chien.  Le dressage est l’art qui consiste à communiquer avec son chien pour qu’il travaille pour nous et avec nous.  Chaque chien a sa personnalité et le dresseur doit savoir s’adapter au chien qu’il a devant lui.  Certains chiens sont très rebelles et demandent une grande force de caractère, d’autres sont plus douillets et demandent une grande douceur.  Mais quel que soit le chien devant soi, il faut savoir être patient.
Les chiens d’arrêt commencent par se dresser de la même façon que n’importe quelle autre race de chiens. On apprend au chien la marche en laisse, sans laisse, l'assise, le couché, le reste, le rappel.  On doit commencer dans des endroits calmes et changer d’endroit pour arriver à avoir un bon contrôle sur son chien sur les terrains de chasse.  Il faut savoir doser son dressage pour ne pas abrutir le chien et lui enlever toute initiative, au contraire il travaille à exacerber les qualités de tout chien, de le développer à son plein potentiel.

## Chiens d’arrêt britanniques
Les chiens sont les plus rapides et ceux qui ont la plus grande étendue de quête.  Ces chiens sont les spécialistes de la plaine, des grandes étendues dégagées.  Certains puristes ne font pas rapporter ces chiens.  Il est possible de dresser ces chiens au rapport, mais sauf exception, ces chiens n’ont pas l’instinct naturel du rapport.  Ces chiens peuvent aussi bien travailler au bois, comme à la bécasse par exemple, mais il faut être conscient que ces chiens ne sont pas faits pour la polyvalence et surtout pas la polyvalence à l’allemande.

### Poil court
- Pointer

### Poil long
- Setter anglais
- Setter Gordon
- Setter irlandais rouge
- Setter irlandais rouge et blanc

## Chiens d’arrêt continentaux
Cette catégorie de chiens regroupe le plus grand nombre de races d’arrêt.  Les chiens de cette catégorie sont très diversifiés par leur poil, leur taille, leur polyvalence.  Les races allemandes et des pays germaniques sont dites très polyvalentes, c’est-à-dire capable de chasser tous les gibiers, même le grand gibier sur tous les terrains dans les pays où c’est permis.  Disons que ces races sont très efficaces pour le travail après le coup de feu, c’est-à-dire pour le rapport ou pour retrouver un gibier blessé ou qui a réussi à se cacher. Les autres races, comme les races françaises, sont polyvalentes, mais on met l’accent sur le travail avant le coup de feu.  Ces races ont généralement un bon rapport naturel et sont assez faciles à dresser pour le rapport, que ce soit en plaine, au bois ou au marais.  N’en déplaise aux amateurs de chiens rapporteurs, bien des chiens sont aussi bons au rapport que bien des chiens rapporteurs.

### Poil court
- Braque français (type Pyrénées et type Gascogne)
- Braque d'Auvergne
- Braque du Bourbonnais
- Braque Saint-Germain
- Braque de l'Ariège
- Braque allemand à poil court (Kurzhaar)
- Braque de Weimar à poil court
- Braque hongrois à poil court (Rövidszőrű magyar vizsla)
- Braque hongrois à poil dur (Drótszőrű magyar vizsla)
- Braque italien (Bracco italiano)

### Poil dur ou rêche
- Braque allemand à poil dur Drahthaar
- Griffon à poil dur Korthal
- Pudel Pointer
- Griffon italien (Spinone
- Barbu tchèque (Cesky foucek)

### Poil long
- Braque de Weimar à poil long
- Épagneul breton
- Épagneul français
- Épagneul picard
- Épagneul bleu de Picardie
- Épagneul de Pont-Audemer
- Épagneul Allemand (Langhaar)
- Grand épagneul de Münster (Münsterlander)
- Épagneul de Saint-Usuge

Toutes les races d'Épagneul ci-haut mentionnées sont des chiens d'arrêt. En effet, un Épagneul est un chien d'arrêt à poil long comparativement au Braque qui est un chien d'arrêt à poil court ou ras (à l'exception du Braque de Weimar à poil long). Il ne faut pas confondre ou traduire le mot français Épagneul avec le mot anglais Spaniel. Le mot anglais Spaniel signifie un chien leveur de gibier, ce qui est bien différent d'un chien d'arrêt. 
Les Épagneul chassent de façon similaire aux Braque, au Pointer et au Setter. Le Setter est en quelque sorte un Épagneul couchant, c’est-à-dire qu'il a tendance à fléchir ses membres pour rapprocher son corps du sol lorsqu'il prend l'arrêt. Généralement, les Épagneul prennent l'arrêt debout sur leurs pattes. Il arrive qu'une patte avant se relève, mais ce n'est pas une nécessité.